# Larry Sherman
 (avril 2020).
Si vous disposez d'ouvrages ou d'articles de référence ou si vous connaissez des sites web de qualité traitant du thème abordé ici, merci de compléter l'article en donnant les références utiles à sa vérifiabilité et en les liant à la section « Notes et références ».
Pour les articles homonymes, voir Sherman.
Larry Sherman, mort le 8 avril 2020, est un musicien et homme d'affaires américain. Il a eu un rôle déterminant dans l'histoire de la House music. 
Homme d'affaires ambitieux de Chicago, propriétaire de l'usine de pressage de disques Precison Pressing Plant, il a fondé les labels qui ont donné à la House la plupart de ses classiques, notamment Trax Records sur lequel parurent Move Your Body (Marshall Jefferson), Can You Feel It (Larry Heard) et bien d'autres.

## Labels fondés par Larry Sherman
- Hiphouzzz Records
- Housetime Records
- Trax Records (avec Vince Lawrence)
- Precision (1984, avec Vince Lawrence. Music To The Point)
- Lost Records (label de bootlegs)